# Bijan Daneshmand
Bijan Daneshmand (Teheran, 16 agosto 1958) è un attore e regista iraniano naturalizzato britannico.

## Biografia
Daneshmand nasce a Teheran, Iran.  All'età di 10 anni, si trasferisce in Inghilterra. Dopo essersi laureato al King's College di Londra, frequenta il London Centre for Theatre Studies e la Philippe Gaulier School di Parigi. Successivamente, consegue un Master presso il Chelsea College of Arts. Nel 2004, Daneshmand produce e recita in 20 Fingers, un lungometraggio, diretto e interpretato da Mania Akbari. Il film affronta argomenti tabù, tra cui l'omosessualità e il divorzio. Il film è presentato in anteprima alla 61ª Mostra Internazionale d'Arte Cinematografica di Venezia nel 2004, dove vince il premio come miglior film digitale, Venezia Digitale. Nel 2006, scrive e dirige il film d'avanguardia, A Snake's Tail. Il Bare Bones International Film Festival in Oklahoma, Stati Uniti, gli attribuisce una nomination al miglior lungometraggio internazionale, ed è stato anche incluso al Festival Do Rio e al Frankfurt International Film Festival. Nel 2009, recita in Donne senza uomini, diretto da Shirin Neshat e Shoja Azari, ed è basato sul romanzo del 1990 di Shahrnush Parsipur. Le questioni di genere legate all'Islam e al mondo musulmano vengono affrontate nel film. Riceve il Leone d'argento alla Mostra del Cinema di Venezia. Nel 2011, Daneshmand recita nel cortometraggio Two nei panni di un insegnante, diretto da Babak Anvari, coprodotto da Kit Fraser e sceneggiato da Babak Anvari e Gavin Cullen. Il film di 8 minuti segue il personaggio di Daneshmand, che introduce l'affermazione 2 + 2 = 5 ai suoi giovani allievi. Nel 2011, alla British Academy of Film and Television Arts, ottiene una nomination al miglior cortometraggio.
Nel 2016, Daneshmand interpreta il ruolo di direttore universitario in L'ombra della paura, un horror psicologico in lingua persiana del 2016 diretto da Babak Anvari. Una madre e una figlia hanno avuto terrificanti incontri soprannaturali a Teheran durante la guerra Iran-Iraq del 1980. Il debutto mondiale del film ha luogo al Sundance Film Festival nel 2016. Nel 2017, è premiato con il BAFTA al miglior debutto. Nel 2021, scrive e dirige una serie web in lingua persiana, The Bahramis. Nel 2022, Daneshmand viene scelto per interpretare AliReza Jamshidpour, uno dei personaggi principali del film di Maryam Keshavarz The Persian Version. Il film è presentato in anteprima al Sundance Film Festival 2023. Ha portato a casa il Waldo per la migliore sceneggiatura e il Premio del pubblico. Nel 1996, Daneshmand fonda The Leonard, un hotel nel centro di Londra, molto popolare tra i musicisti e cineasti.

## Filmografia
- 20 Fingers, 2004
- Munich, 2005
- A Snake's Tail, 2006
- Body of Lies, 2008
- Donne senza uomini, 2009
- Green Zone, 2010
- From Teheran to London, 2012
- L'ombra della paura, 2016
- Pari, 2020
- Infidel, 2020
- Mister Mayfair, 2021
- The Persian Version, 2023

## Televisione
- 2005 - Casualty
- 2005 - Spooks (MI5)
- 2007 - Saddam's Tribe
- 2008 - Special Forces Heroes
- 2009 - The Omid Djalili Show
- 2011 - Page Eight
- 2015 - Suspects
- 2016 - The Night Manager
- 2017 - Modus
- 2018 - The Looming Tower
- 2018 - Deep State
- 2019 - Follow the Money
- 2020 - EastEnders
- 2022 - Suspicion
- 2022 - Teheran
- 2022 - House of the Dragon
- 2023 - The Diplomat

## Radio
- Westway, 2004-6, BBC World Service
- April's Fool, 2009, BBC World Service
- The Fence, 2009, BBC World Service
- Spit, 2009, BBC World Service
- The Interview, 2009, BBC Radio 4
- Baghdad Burning, 2009, BBC Radio 4
- Amazing Grace, 2010, BBC Radio 4
- The Boy from Aleppo that Painted the War, 2015, BBC Radio 4
- The Weapon, 2015, BBC Radio 4
- Dan Dare, 2017, B7 Media
- Fall of the Shah, 2019, BBC World Service

## Riconoscimenti
- 2004: Mostra del Cinema di Venezia, 20 Fingers
- 2006: Bare Bones International Film Festival, A Snake's Tail
- 2021: IndieFEST Film Awards, The Bahramis
- 2021: BUEIFF Web Series Film Festival, The Bahramis